# Герб Великих Будищ
Герб Великих Будищ затверджений 22 лютого 1995 р. сесією Великобудиської сільської ради. 
Автор герба  — А. Гречило.

## Опис герба
У червоному полі скошені навхрест золоті булава і пернач. Щит обрамований декоративним картушем.

## Зміст
Великі Будища відомі від 1660 р. як сотенне містечко Полтавського полку. За основу сучасного герба взято сюжет з печатки Будищ із початку ХVІІІ ст., які підкреслюють місцеві козацькі традиції.
Щит увінчано червоною міською короною, що вказує на село, яке давніше було містечком.